# Tadas Blinda
 (juillet 2012).
Tadas Blinda (1846-1877) est un personnage historique lituanien du XIXe siècle. Il est considéré comme le« Robin des Bois » lituanien.

## Biographie
Tadas Blinda est né dans le village de Kinčiuliai (lt), de l'Apskritis de Telšiai, dans la région de Samogitie, en 1846. Il existe plusieurs versions de l'événement qui aurait déterminé sa vie : la première veut qu'il ait participé à l'insurrection de 1863 et qu'il ait été, par la suite, exilé en Sibérie ; la seconde veut qu'il ait refusé de fouetter des serfs du duc Oginskis, son propriétaire, qui l'aurait fouetté à son tour : par colère Tadas Blinda aurait répliqué en le frappant de plus belle.
Tadas Blinda a choisi de vivre hors-la-loi et a réuni ses partisans dans la forêt de Byvainė. Son but consiste à voler aux riches pour donner aux pauvres, d'où sa comparaison à Robin des Bois. On raconte aussi qu'il aurait caché un trésor, mais si cela s'avère juste, il n'a toujours pas été découvert à ce jour. Il s'est marié, a eu trois filles et est devenu l'"Ainé" du village (un sage, un chef considéré comme le plus apte à gouverner).
Les circonstances entourant sa mort ont été un scandale. La version populaire dit que le duc Oginskis a finalement pu se venger en organisant son assassinat, exécuté par les autorités locales. En 1993, un archiviste à découvert des dossiers de police indiquant qu'il a été lynché comme un voleur de chevaux le 22 avril 1877 et enterré dans un coin non consacré d'un cimetière à Luokė (en). Aucune trace de cette inhumation n'a été trouvée.

## Adaptations cinématographiques
- Tadas Blinda (1972), de Balys Bratkauskas avec Vytautas Tomkus dans le rôle principal.
- Fireheart, la légende de Tadas Blinda (2012), de Donatas Ulvydas avec Mantas Jankavicius dans le rôle principal.